# Téphri-phonolite
Les téphri-phonolites sont des roches volcaniques intermédiaires entre les phonolites et les téphrites. Elles sont proches des phonolites mais la composition chimique présente des taux moins élevés de silice (SiO2) et de minéraux alcalins (Na2O et K2O).

## Exemple d'éruption récente
- L'éruption de l'an 79 qui a détruit Pompéi et Herculanum a émis des téphri-phonolites.